# Sperello Sperelli
Sperello Sperelli (né le 15 août 1639 à Assise en Ombrie, alors dans les États pontificaux et mort à Rome le 22 mars 1710) est un cardinal italien de la fin du XVIIe et du début du XVIIIe siècle.

## Biographie
Sperello Sperelli est élu évêque de Terni en 1684 et exerce des fonctions au sein de la curie romaine, notamment à l'Inquisition.
Le pape Innocent XII le crée cardinal in pectore lors du consistoire du 14 novembre 1699. Sa création est publiée le 24 novembre 1699. Il participe au conclave de 1700, lors duquel Clément XI est élu. En 1708-1709 Sperelli est camerlingue du Sacré Collège.

## Succession apostolique
Sperello Sperelli a ordonné les évêques suivants :
- Évêque Asdrubale Termini (1695)
- Évêque Giuseppe Maria Pignatelli (en), C.R. (1696)
- Évêque Giacinto della Calce (en), C.R. (1697)
- Évêque Tommaso Maria Franza, O.P. (1697)
- Archevêque Giovanni Francesco Nicolai (en), O.F.M. (1700)
- Évêque Giovanbattista Carafa (1700)
- Évêque Giovanni degli Effetti (1701)
- Évêque Giovanni Battista Missiroli (1701)
- Évêque Francisco Antonio de la Portilla (ca), O.F.M. (1702)
- Évêque Giacomo Falconetti (it), O.P. (1703)
- Archevêque Stephanus Sciran, O.P. (1703)
- Évêque Giuseppe Antonio Maria Favini, O.F.M. Conv. (1703)
- Évêque Gian Andrea Moscarelli (1703)
- Évêque Giovanni Antonio Ruggiero (1703)
- Évêque Vincenzo Lupi, O.F.M. (1703)
- Évêque Carlo Francesco Giocoli (it) (1703)
- Évêque Antonio Righi (hr) (1703)
- Évêque Martino Dragolovich (1703)
- Archevêque Francesco Paolo Nicolai (it) (1704)
- Évêque Giovanni Lorenzo Tilli (1704)
- Évêque Raffaele Raggi, B. (1705)